# Siard Nosecký
Franz Siard Nosecký (Praga, 12 aprile 1693 – Praga, 28 gennaio 1753) è stato un pittore e religioso boemo.

## Biografia
Noto anche come Franz Siard von Nossek, fu un pittore boemo di affreschi e canonico dei Canonici Premostratensi di Strahov. Gli affreschi della "Sala Teologica" della biblioteca locale furono da lui dipinti negli anni 1723-1727.

## Opere (selezione)
- Praga, Monastero di Strahov, vari affreschi nella Sala della Biblioteca Teologica (1723–1727)[1]
- Praga, Chiesa della Madonna Addolorata (Praga), Pietà
- Plandry (Preithof) presso Iglau, cappella di pellegrinaggio di S. Giovanni Nepomuceno, affresco sul soffitto